# China Southern Airlines
China Southern Airlines (中国南方航空公司) (Công ty Hàng không Nam Phương Trung Quốc) là một hãng hàng không có trụ sở tại quận Bạch Vân, thành phố Quảng Châu, tỉnh Quảng Đông, Cộng hòa Nhân dân Trung Hoa. Được thành lập vào ngày 1 tháng 7 năm 1987, China Southern Airlines đã được xếp vào hàng "Big 3" - ba hãng hàng không lớn nhất đại lục (cùng với Air China và China Eastern Airlines), xếp thứ tư thế giới về lượng khách vận chuyển và đứng đầu châu Á về quy mô, doanh thu và lượng khách vận chuyển. Với hai sân bay căn cứ là Sân bay quốc tế Bạch Vân Quảng Châu và Sân bay quốc tế Thủ Đô Bắc Kinh, hãng đã khai thác hơn 2000 chuyến bay đến 208 điểm đến hàng ngày với tư cách là thành viên của liên minh hàng không SkyTeam. Logo của hãng là hình ảnh bông hoa gạo (cũng đồng thời là biểu tượng của thành phố Quảng Châu) trên nền xanh.
Công ty mẹ của China Southern Airlines là China Southern Air Holding Company (Công ty cổ phần hàng không miền nam Trung Quốc), một doanh nghiệp được quản lý bởi Ủy ban Giám sát và Quản lý Tài sản nhà nước.
Từ ngày 01/01/2019, China Southern Airlines chính thức rời khởi Liên minh Hàng không SkyTeam

## Thỏa thuận liên danh
- Aeroflot
- Aerolíneas Argentinas
- Air Canada
- Air France
- Alitalia
- American Airlines
- Asiana Airlines
- British Airways
- China Airlines
- China Express Airlines
- Czech Airlines
- Emirates
- Etihad Airways
- Finnair
- Iberia
- Garuda Indonesia
- Japan Airlines
- Kenya Airways
- KLM
- Korean Air
- LATAM Airlines Group
- Lufthansa
- Mandarin Airlines
- Pakistan International Airlines
- Qantas
- Qatar Airways
- Saudia
- Sichuan Airlines
- Vietnam Airlines
- WestJet
- XiamenAir

## Đội bay

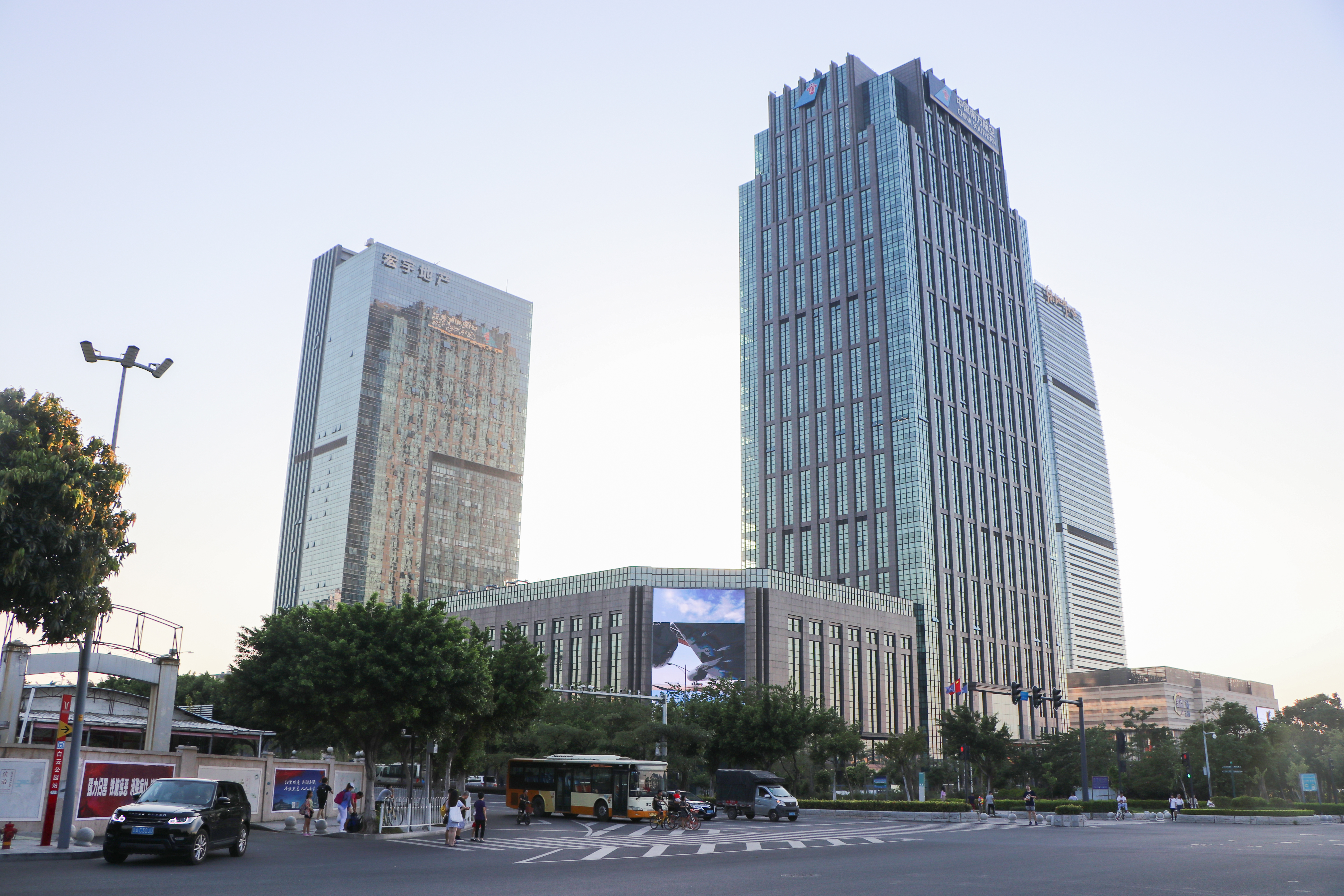
China Southern Airlines corporate headquarters

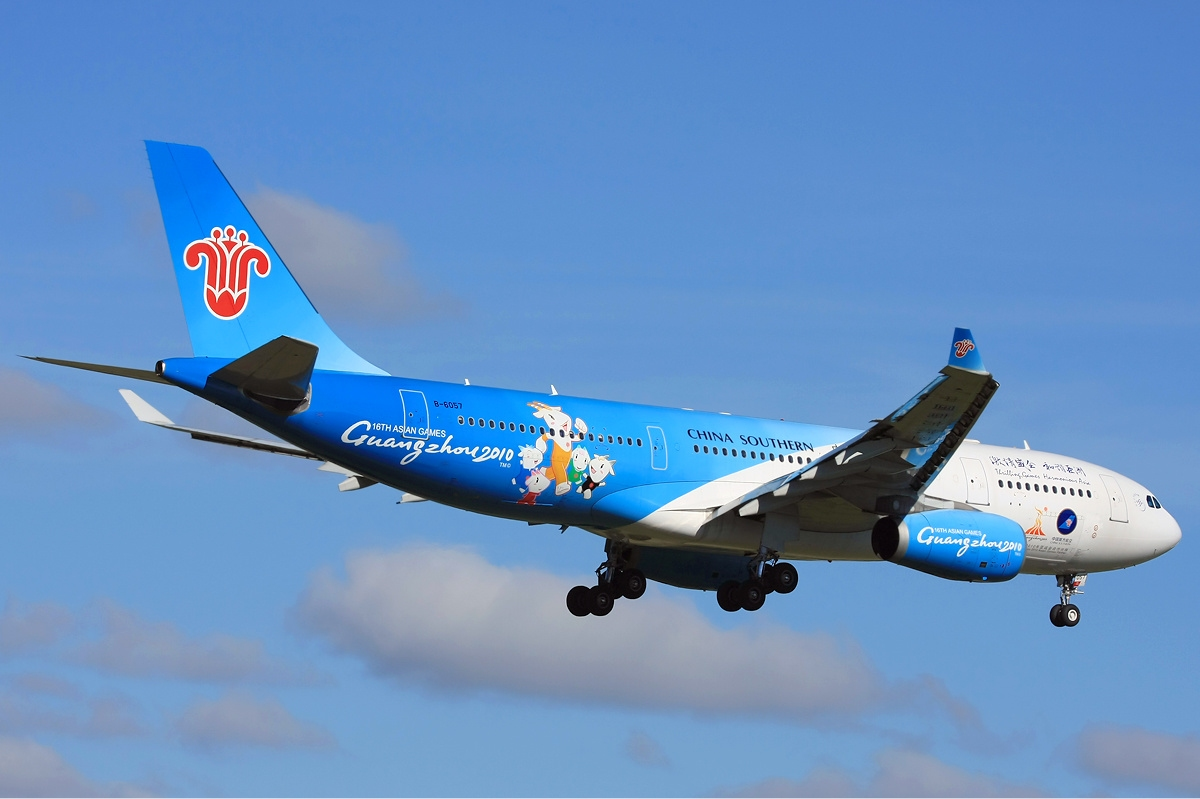
Hãng hàng không China Southern Airlines Airbus A330-200 trong màu sơn cho Asian Games 16 được tổ chức tại Quảng Châu trong năm 2010

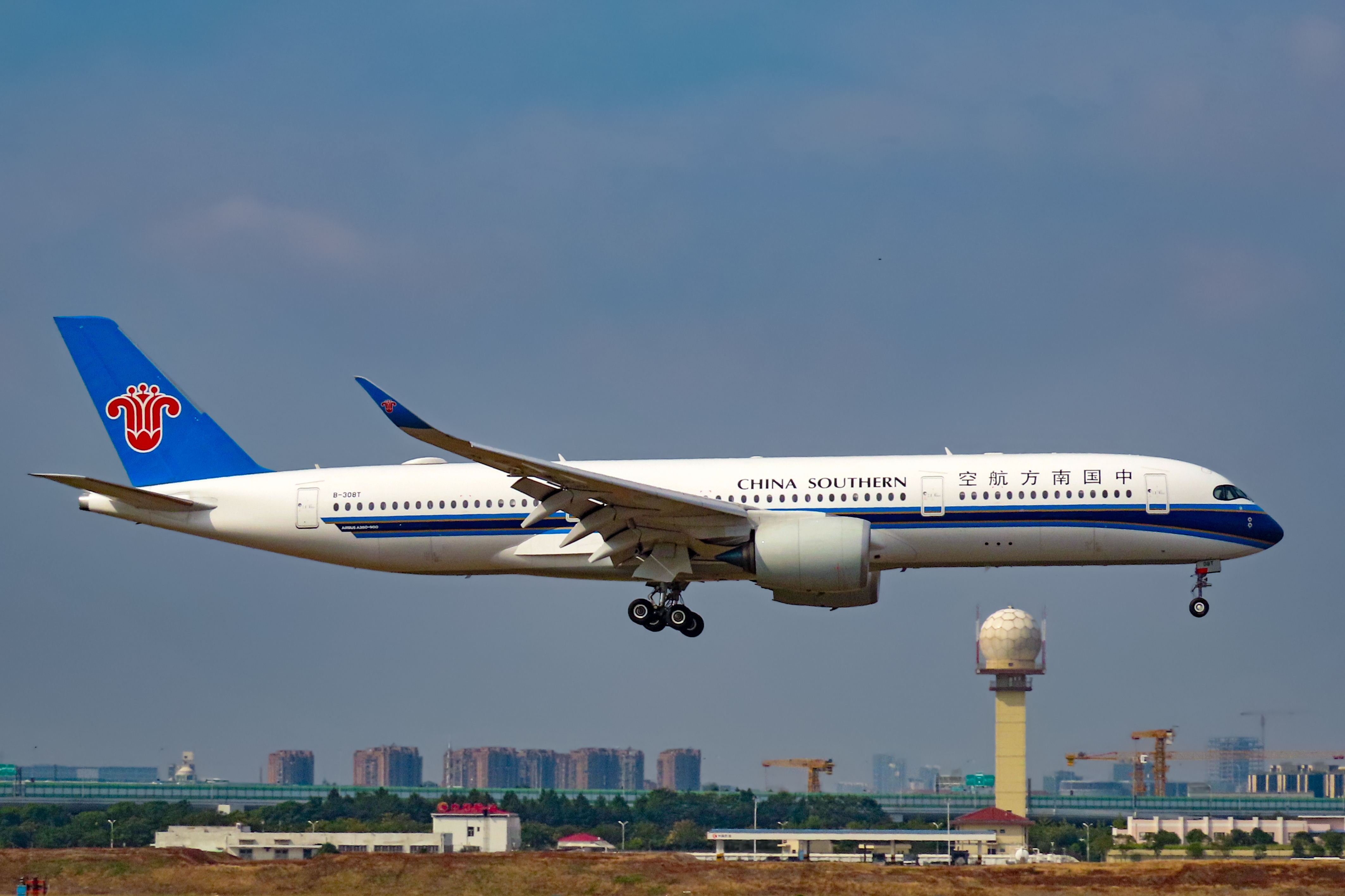
Airbus A350-900 hạ cánh tại Sân bay quốc tế Hồng Kiều Thượng Hải

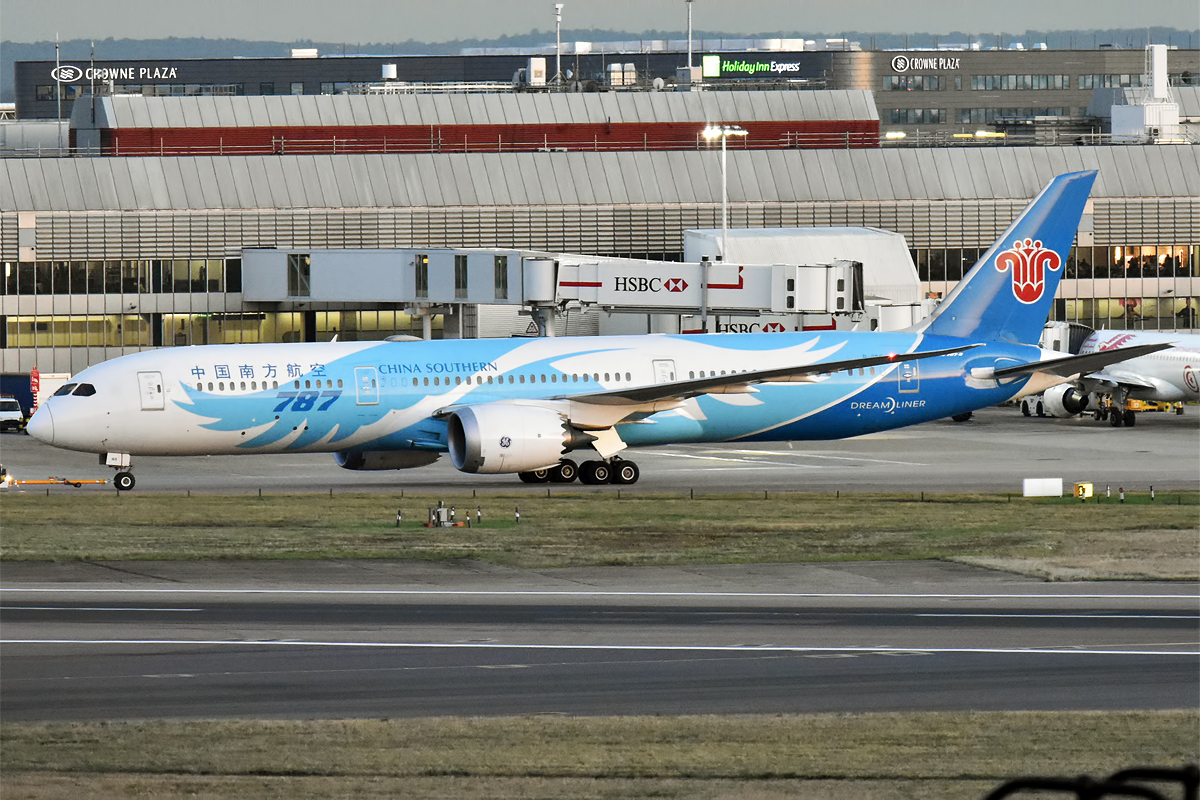
Boeing 787-9

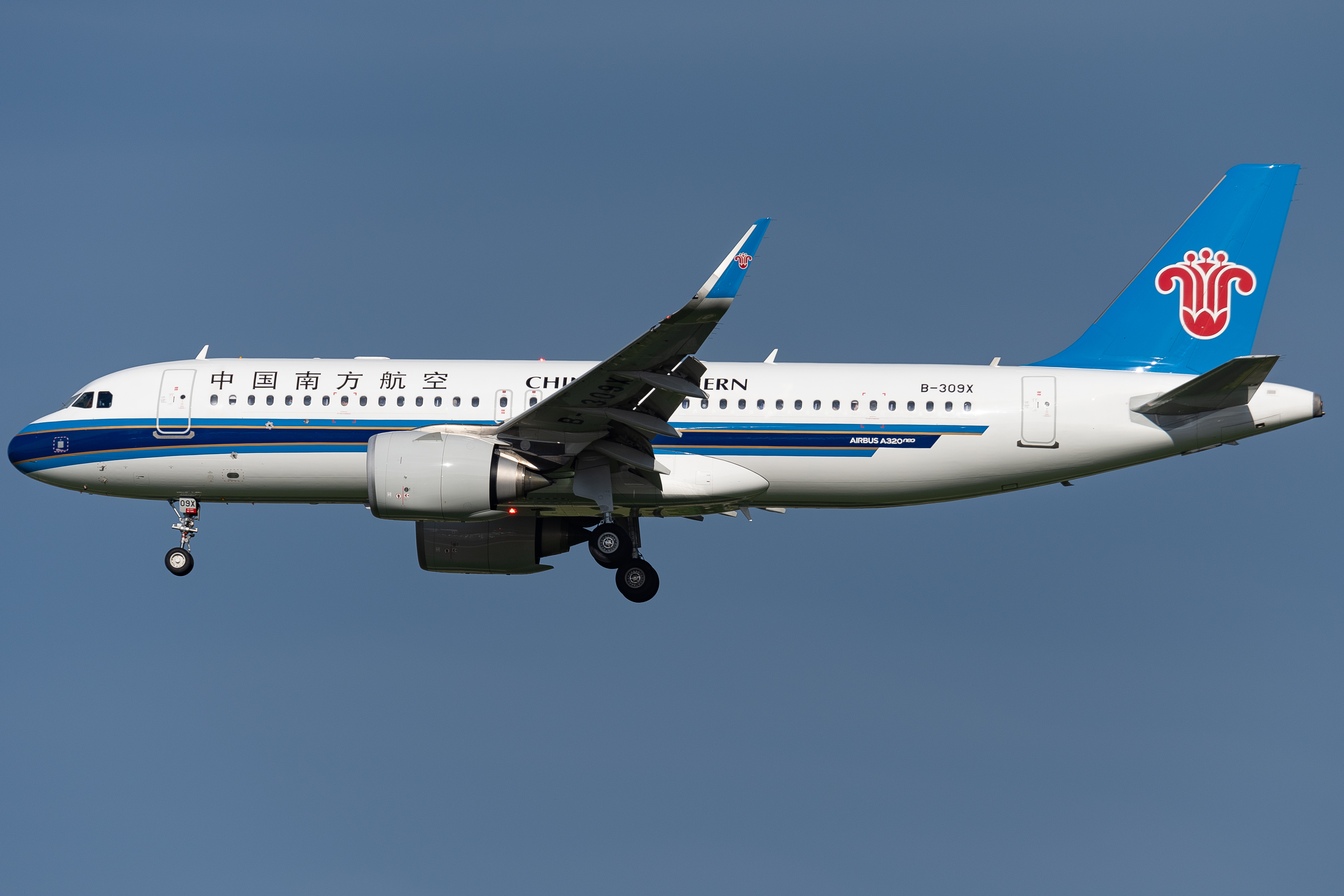
Airbus A320neo

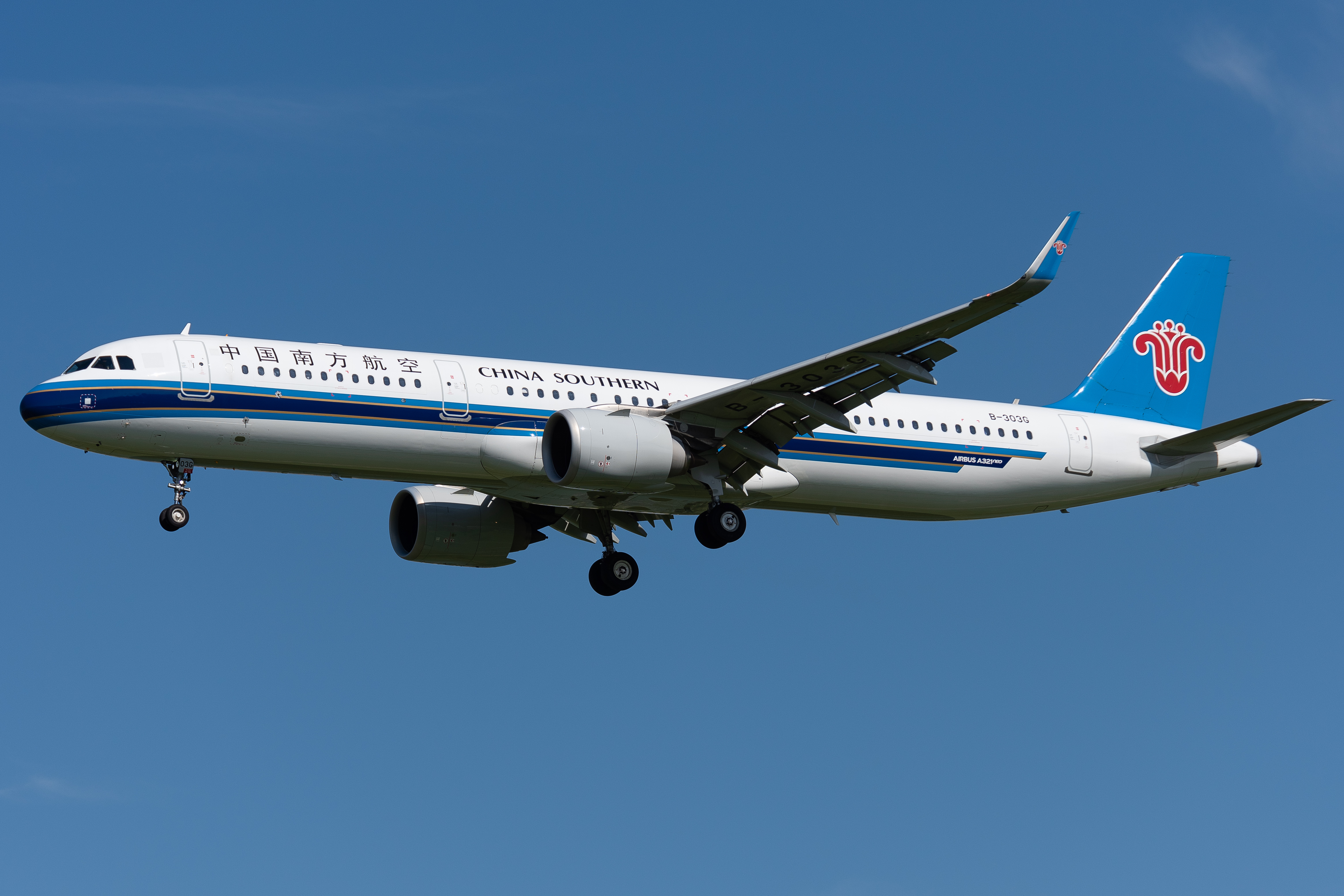
Airbus A321neo

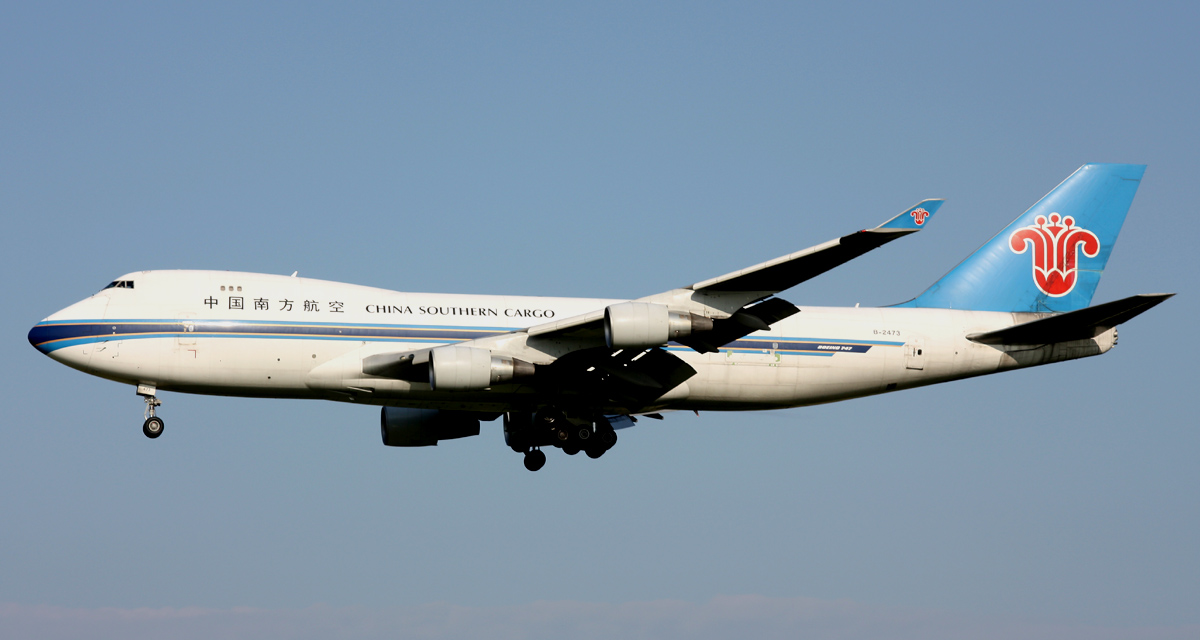
Boeing 747-400F hạ cánh tại Sân bay Amsterdam Schiphol

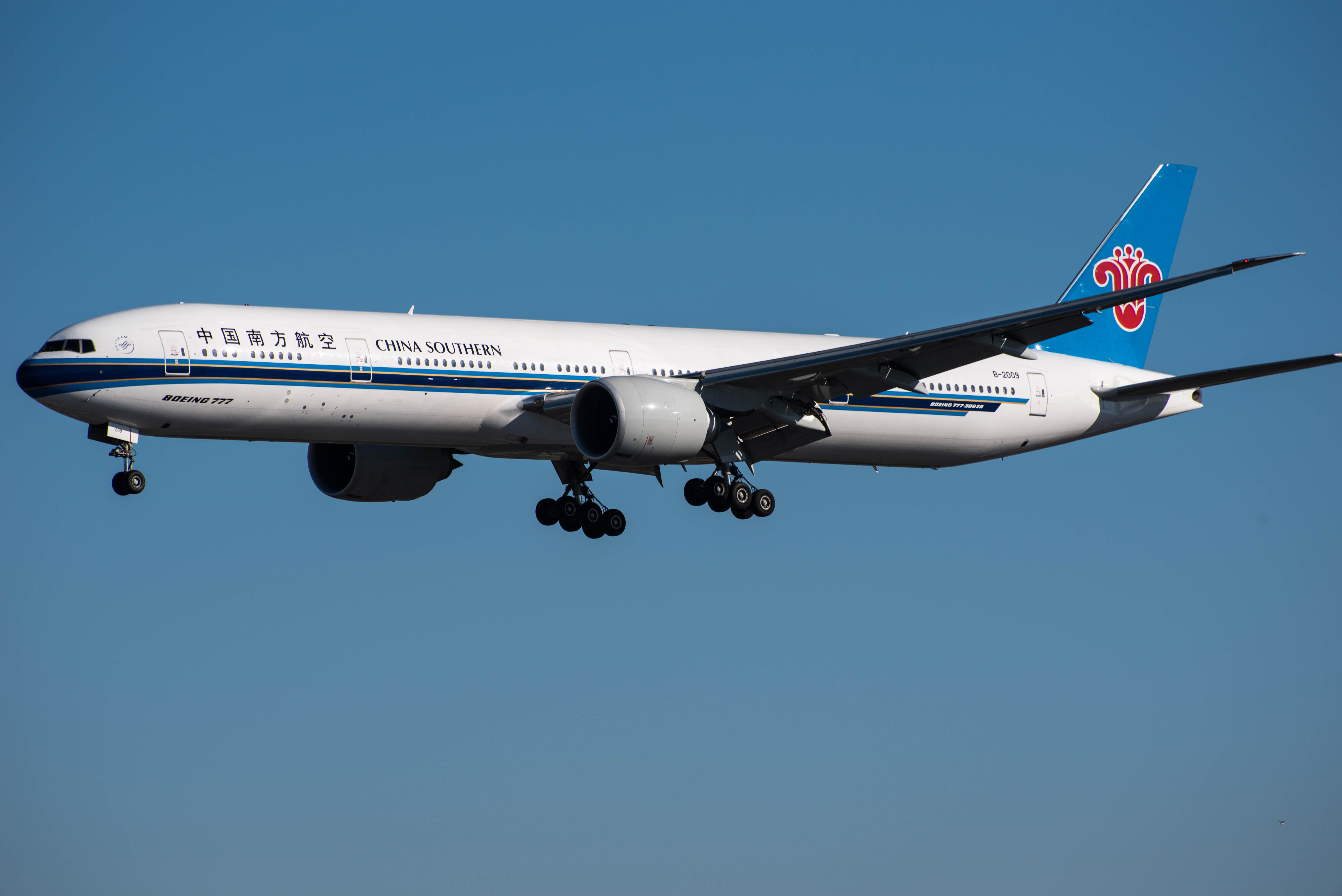
Boeing 777-300ER hạ cánh tại Sân bay quốc tế Los Angeles

Độ tuổi trung bình đội bay tính đến tháng 1 năm 2024 là 9.4 năm
Tính đến tháng 1 năm 2024:
Các máy bay mang màu sơn đặc biệt (special livery):
_ Airbus A330-300: 
+ B-8870: Guangdong Lychee
+ B-5940: China International Import Expo
_ Airbus A330-200: B-6057: 16th Asian Games Guangzhou 2010
_Airbus A320-200: Mitsubishi Outlander
_ Boeing 737-800: 
+ B-1520: Mona Lisa Tiles
+ B-1700: Zhuhai City of Youth
+ B-1781: Energetic Zhuhai
+ B-1979: Hometown Henan
+ B-6068; B-6069: Guizhou
_ Boeing 777-300ER: B-2007: WorldSkills Shanghai 2022
- Boeing 787-8:Boeing 787th
_ Boeing 787-9: B-1168: 787th Boeing 787

## Hạng ghế
China Southern Airlines cung cấp 4 hạng ghế là Hạng nhất (First Class), Hạng Thương gia (Business Class), Hạng Phổ thông đặc biệt (Premium Economy) và Hạng Phổ thông (Economy Class)

### Hạng nhất
Hãng đưa ra cung cấp "Experience Luxurious Skybed" (Trải nghiệm chiếc giường trên không sang trọng) trên máy bay Boeing 787-8s. Dịch vụ này đảm bảo sự riêng tư cá nhân, có dịch vụ mát-xa tại chỗ, TV 17 inch và ghế có độ ngả 180 độ. Ngoài ra, Hạng nhất còn được trang bị trên máy bay Airbus A330s và Boeing 777-300ERs, với ghế ngồi lên đến 84 inch và có thể chuyển thành giường nằm cùng với TV cá nhân.
Ngoài ra China Southern Airlines còn cung cấp "Hạng Nhất đặc biệt" (Premium First Class) trên một số chuyến bay như tuyến Bắc Kinh - Quảng Châu. Cabin này cung cấp nhiều tiện nghi hơn và rộng rãi hơn hạng First Class thông thường, chẳng hạn như nhiều lựa chọn độ sáng khác nhau và tủ chứa riêng với khóa mật khẩu.

### Hạng Thương gia
Business Class cũng cung cấp ghế ngả thành giường phẳng và ngăn chia quyền riêng tư. Mỗi ghế ngồi có một cổng USB và một đèn đọc sách và được trang bị một TV 15 inch.

### Hạng Phổ thông đặc biệt
Bên cạnh các tiện ích như hạng phổ thông, chỗ ngồi của Hạng phổ thông đặc biệt có độ rộng 35-37 inch (89-94 cm), so với 31 inch (79 cm) của hạng Phổ thông.

### Hạng phổ thông
Hạng phổ thông có chỗ ngồi thoải mái và TV riêng 9-inch. Nó cũng có một ghế dựa đa năng điều chỉnh.

## Sky Pearl Club
Chương trình khách hàng thường xuyên của China Southern Airlines được gọi là Sky Pearl Club (giản thể: 明珠俱乐部; phồn thể: 明珠俱樂部; bính âm: Míngzhū Jùlèbù). Sky Pearl Club không chỉ cho phép thành viên tích lũy dặm khi bay cùng với China Southern Airlines mà còn với các chuyến bay của các thành viên khác trong Liên minh hàng không SkyTeam. Ngoài ra thành viên của Sky Pearl Club còn tích lũy được dặm bay khi cùng các hãng hàng không hợp tác là Sichuan Airlines và China Eastern Airlines và China Airlines.
Sky Pearl Club có ba cấp thành viên là Thẻ Vàng Sky Pearl (SkyTeam Elite Plus), Thẻ Bạc Sky Pearl (SkyTeam Elite) và Thẻ Hội Viên Sky Pearl

## Hủy nhiều chuyến bay do dịch bệnh virus corona (COVID-19) lan rộng
1510 chuyến bay bị hủy bao gồm 1425 chuyến nội địa và 85 chuyến quốc tế. Trên thực tế, một chiếc Airbus A319 của Trung Quốc gần đây phải quay trở lại Myanmar do lo ngại một hành khách bị nhiễm bệnh.
Hơn nữa, Vũ Hán vốn là thành phố quan trọng với China Southern do có nhiều tuyến quốc tế cao cấp tới New York, Rome, San Francisco và London. Dự kiến, hãng sẽ nối lại dịch vụ quốc tế lớn từ Vũ Hán từ tháng 3/2020.